# Dereźnia-Zagrody
Dereźnia-Zagrody – wieś w Polsce położona w województwie lubelskim, w powiecie biłgorajskim, w gminie Biłgoraj.
| SIMC    | Nazwa     | Rodzaj    |
| ------- | --------- | --------- |
| 0885895 | Zofiampol | część wsi |

W latach 1975–1998 miejscowość administracyjnie należała do województwa zamojskiego.
Wieś jest sołectwem w gminie Biłgoraj. Według Narodowego Spisu Powszechnego z roku 2011 wieś liczyła 494 mieszkańców i była dziewiątą co do wielkości miejscowością gminy.
Wierni Kościoła rzymskokatolickiego należą do parafii św. Marii Magdaleny w Biłgoraju.

## Historia
Podobnie jak Dereźnia Solska również i Dereźnia-Zagrody dawniej wchodziła w skład miejscowości Dereźnia. Jako odrębna wieś funkcjonuje od XIX wieku. Istniejący tutaj od XVIII wieku cech garncarski został odnowiony na początku XX wieku przez przybysza z Nowego Bidaczowa Andrzeja Czyża. Jego uczeń Jan Kowal przekazał wiedzę o rzemiośle garncarskim innym mieszkańcom wsi. W 1936 roku na rzece Czarna Łada zbudowano młyn drewniany napędzany turbiną wodną, stojący tam do dzisiaj.